# (20396) 1998 MF32
A (20396) 1998 MF32 a Naprendszer kisbolygóövében található aszteroida. A LINEAR projekt keretében fedezték fel 1998. június 24-én.